# Talapilla
Talapilla är en ort i Mexiko.   Den ligger i kommunen Azoyú och delstaten Guerrero, i den sydöstra delen av landet, 300 km söder om huvudstaden Mexico City. Talapilla ligger 35 meter över havet och antalet invånare är 409.
Terrängen runt Talapilla är kuperad åt nordost, men åt sydväst är den platt. Talapilla ligger nere i en dal. Runt Talapilla är det glesbefolkat, med 8 invånare per kvadratkilometer. Närmaste större samhälle är Ometepec, 11,3 km öster om Talapilla. Omgivningarna runt Talapilla är en mosaik av jordbruksmark och naturlig växtlighet.